# Mississauga
Mississauga (mɪsɪˈsɒɡə) és una ciutat situada a l'oest de Toronto, a Ontario, Canadà. Pertany a la Municipalitat Regional de Peel, a l'oest de la zona metropolitana del Gran Toronto. La ciutat té una població de 713.443 habitants, a partir del Cens del Canadà de 2011, i és el sisè municipi més poblat del país.
Desenvolupat com un suburbi de Toronto, el creixement de Mississauga s'atribueix a la seva proximitat a la ciutat. És el 37è suburbi més gran del món en població, i el quart més gran a l'Amèrica del Nord. La ciutat va ser comprada pels britànics en 1805 i integrada com a ciutat en 1974.

## Mississauga i Toronto
Malgrat la seva grandària, Mississauga de vegades no és considerada un suburbi de Toronto, encara que el creixement urbà d'ambdues està totalment lligat. Com Toronto ha continuat amb el seu creixement econòmic, Mississauga s'ha anat ajustant, construint predominantment àrees de cases de baixa densitat i altes torres de pisos per atreure a individus cansats de la vida de ciutat. A la mateixa vegada, els que negocien han vist el benefici que Mississauga estigui situada en un lloc amb baixos imposats, propera a moltes rutes de transport (aeri, ferri, per carretera), prop de Toronto, i amb una abundant superfície de terra (almenys ara com ara) pel que aviat s'ha convertit en un desitjable lloc per invertir. La ciutat està lliure de deutes i no ha necessitat préstecs des de 1978. Al mateix temps que està entre les deu primeres ciutats del Canadà per la seva població, Mississauga està privada d'institucions culturals a causa de la seva proximitat amb Toronto.

## Història
Quan van arribar els europeus en els anys 60, els parlants iroquesos i els algonquins ja vivien a l'àrea del Credit River Valley. Un dels primers grups de nacions que els comerciants van trobar al voltant del Credit River es deien mississaugenses, una tribu originària del llac Fura. Al voltant de l'any 1700 els Mississaugenses van expulsar d'allí als iroquesos.
En 1805, funcionaris del govern de York, com es deia Toronto llavors, van comprar 340 km² (84.000 acres) de la regió de Mississauga, i en 1806 va començar a poblar-se. Les diverses comunitats que es van instal·lar van ser: Clarkson, Cooksville, Dixie, Erindale (més tard Springdale), Port Credit, Sheridan, i Summerville. Aquesta regió seria coneguda com un municipi de Toronto.
El municipi de Toronto es va formar el 2 d'agost de 1805, quan els funcionaris de Cork (coneguda ara com a Toronto) van comprar 84.000 acres (340 km²) de la terra de Mississauga per 1.000 lliures. Després d'inspeccionar la terra, una gran part va ser donada per la corona com a concessions a la unió persones lleials a l'imperi que va immigrar dels EUA. Més d'una dotzena de petites comunitats va créixer en aquesta àrea, la majoria situats prop de recursos naturals, canals d'aigua per a la indústria i la pesca, i rutes que comunicaven amb Cork. En 1873, a causa del continu creixement observat en aquesta zona, el consell municipal de Toronto es va reunir per supervisar qüestions referides a diversos pobles que es van incorporar al mateix temps. Les responsabilitats del consell incloïen el manteniment de la carretera, proveir a la ciutat de servei policial, i de servei de repartiment de correu.
En 1820, es va realitzar una segona compra i es van establir més assentaments: Barbetown, Britannia, Burnhamthorpe, Derry West, Elmbank, Malton, Meadowval Village, Mount Charles, i Streetville. Això va donar lloc al desplaçament dels Mississaugenses i, en 1847, van tornar a emplaçar-se en una reserva en el Grand River Valley prop del que avui dia és Hagersville.
Amb l'excepció de Port Credit i Streetsville, els habitants del municipi es van barrejar uns amb uns altres a causa d'un decret provincial de 1968, per formar el poble de Mississauga. Els polítics creien que una ciutat més gran suposaria el predomini al comtat de Peel, mantenint Port Credit i Streetswille com a pobles aïllats circumdats per la ciutat de Mississauga. En 1924, tots dos es van annexionar a Mississauga quan aquesta va ser restituïda com a ciutat.
El 10 de novembre de 1979 un vagó que transportava explosius i productes químics tòxics va descarrilar en l'encreuament de Mavis Road i Dundas St. a Mississauga. El foc resultant podia haver-se esgotat per si mateix, però la ruptura d'un tanc de clor era la principal causa de preocupació. Amb un possible núvol mortal de gas de clorhídric escampada pel suburbi de Mississauga, 218.000 persones van ser evacuades. En pocs dies Mississauga era pràcticament una ciutat fantasma, més tard, quan la confusió es va haver aclarit i no es corria perill se'ls va permetre als residents tornar a les seves cases. En aquell temps, aquesta va ser la major evacuació en temps de pau en la història d'Amèrica del Nord. A causa de la velocitat i l'eficiència amb la qual va ser dirigida, després moltes ciutats van estudiar i van planejar els seus propis plans d'emergència basant-se en el cas de Mississauga. Després durant molts anys, el nom de Mississauga estava per als canadencs associat amb el major desastre ferroviari.

## Govern
Mississauga només ha tingut tres alcaldes en la seva història: El doctor Martin Dobkin va ser el primer alcalde de la ciutat en 1974. Seguit de Ron Searle. Searle va ser derrotat per la regidora de la ciutat i nomenat alcalde de Streetsville, Hazel McCallion. McCallion fou considerada com una força en la política provincial i se solen referir a ella com l'Huracà Hazel, comparant la seva força política amb la devastadora tempesta que en 1954 destrossa l'àrea de Toronto. McCallion ha guanyat o ha estat aclamada en totes les eleccions municipals des de 1978, i en els últims anys ni tan sols ha fet campanya. Va ser reelegida al novembre del 2003. McCallion és la persona que durant més temps ha servit com a alcalde.
Janice Baker és l'actual presidenta de la ciutat. Aquesta posició és secundària pel que fa a la d'alcalde, a causa que el president és responsable de presentar els pressupostos de la ciutat. Els impostos van pujar significativament en 2004, el major increment en Mississauga després de la tinença de l'anterior president David O´Brien, que ostento el títol des de 1995.
El consell de la ciutat de Mississauga consta de l'alcalde i nou regidors, cadascun dels quals representa un dels nou districtes electorals (aviat seran onze) de la ciutat.

## Límits i localització
Mississauga està envoltada per Oakville, Ontario i Milton, Ontario a l'Oest, Bramptom, Ontario al Nord, Toronto a l'est, el llac Ontario al Sud. La localització geogràfica de la ciutat és 43º35´N 79º37´W

## Economia
A Mississauga hi ha més de 18.000 companyies que van des d'oficines centrals de corporatives i sucursals industrials fins a petites tendes que negocien amb revendes. Els negocis de Mississauga estan fent front a certs assumptes en aquest moment. A causa de la competència internacional, canvis polítics i econòmics i el ràpid avanç de la tecnologia, les companyies necessiten treballadors més altament qualificats. Els empleats reconeixen la necessitat de tornar a formar-se per reciclar la força laboral existent i incorporar a aquells que volen treballar però no han pogut a causa del baix nivell de qualificació i a altres impediments.
Mississauga posseeix un entorn ideal per a petits negocis. Molts promotors han construït petites unitats múltiples que proporcionen acomodacions eficients i assequibles per a companyies petites. L'estabilitat econòmica de Mississauga augmenta a causa de milers de petits i mitjos comerços. La major part d'aquests empresaris tenen menys de cinquanta empleats.
Una enquesta sobre l'ocupació realitzada en 1994 indicava que la majoria de les empreses i els empleats actius pertanyien a sectors de manufactures i magatzems seguits dels comerços de venda al detall i a l'engròs. Hi haurà un canvi a la base de l'ocupació de les manufactures tradicionals a: assemblatges de llum, magatzems de distribució, i serveis generals. Les indústries més poderoses en Mississauga són: les farmacèutiques, electròniques, les d'ordinadors, químiques, de transport i d'equip.
La demografia en Mississauga indica que el mercat laboral està experimentant canvis bastant dramàtics. Es creu que en els propers deu anys, el 70% dels treballadors estarà compost per dones, minories racials, i gent amb minusvalideses. També és evident que la força laboral està envellint i és poca la gent jove disponible per de entrada prendre treballs que requereixen nivell i molts dels treballadors actuals estan lluitant per adaptar-se al clima de canvi econòmic.

### Principals empreses
AECL (Atomic Energy of Canada Limited), Air Canada, Avis Car & Truck Rental, Bell Mobility, Canada Customs and Revenue Agency, Canada Post, City of Mississauga, Credit Valley Hospital, Dufferin-Peel Catholic District School Board, Federal Express Canada Ltd., GlaxoSmithKline, Hershey's Canada, Hewlett-Packard (Canada) Ltd., Honeywell, IMAX Corp., Garland Canada, Cara Operations, Loblaws Companies East, McDonnell Douglas Aerospace, Microsoft Corporation, Petro-Canada, Pepsico Canada Ltd., Praxair Canada Inc., PPG Canada Inc., Purolator Courier, RBC Financial, Siemens AG, TD Bank Financial Group, Trillium Health Group, Wal-Mart Stores Ltd., Xerox Corporation, Corona Co.,

## Demografia
En el 2011, Mississauga tenia una població de més de 713.000 habitants, gairebé 100.000 habitants més que en 2002 i un 6.7% més que en el cens de 2006. Gairebé més del 40% del la població de la ciutat té com a llengua mare una diferent de l'anglès, la ciutat és relativament diversa, la qual cosa s'ha de, potser a la seva proximitat a Toronto. Més del 30% de la població de Mississauga parla més d'una llengua.

### Distribució racial
Blancs: 59,3%, Sud-asiàtics: 14,9%, Negres: 6,2%, Xinesos: 5,9%, Filipins: 4, 0%, Àrabs: 1,9%, Sud-est d'Àsia: 1,6%, Llatinoamericans: 1,5%

### Distribució religiosa
Catòlics: 42,1%, Protestants: 21,8%, Ortodoxos de l'est: 3,1%, Altres cristians: 2,9%, Musulmans: 6,9%, Hindús: 4,8%, Sijs: 3,8%, Budistes: 1,9%, Ateus: 12,0%

### Llengua mare
59% anglès, 4,4% xinès, 4,2% polonès, 3,6% italià, 3,6% panjabi, 3,2% portuguès, 1,9% tagal, 1,7% castellà, 1,4% àrab, 1,3% croat, 1,3% francès, 1% urdú, 10,6% Unes altres, 36,9% múltiples llengües. (Dades del cens del Canadà de 1996)

## Esports i entreteniment
Mississauga IceDogs de la lliga de Jockey d'Ontario, Mississauga Warriors de la lliga de futbol d'Ontario, Mississauga Titans
Mississauga Rattlers, Mississauga Hoquei League, Mississauga Football League, Mississauga Girls Hoquei League

## Mitjans de comunicació
The Mississauga News és el primer periòdic en anglès de la ciutat. Els següents canals de televisió emeten en directe des de fora de Mississauga: Rogers Television, community channel, The Shopping Channel, The Weather Network.

## Llocs d'interès

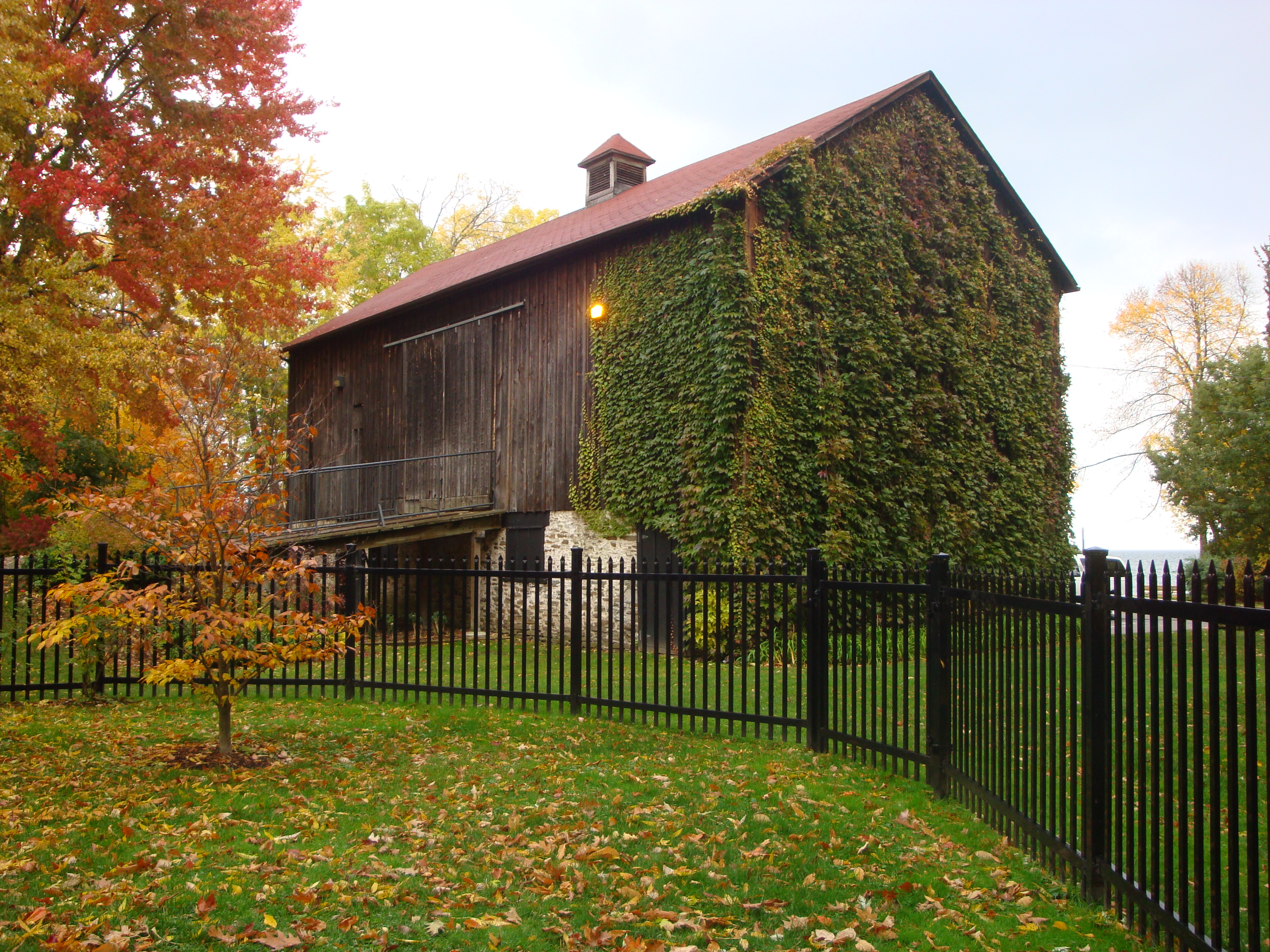
Graner Adamson Estigues.

- Per anar de compres: Square One Shopping Centre, el centre comercial més gran d'Ontario, Erin Mills Town Centre, Dixie Outlet Mall, Heartland outlets.

- Activitats culturals: Art Gallery of Mississauga, una galeria gratis al centre que mostra art local. Benares Historic House (casa museu de Benares). Bradley House Museum (casa museu de Bradley). Living Arts Centre, un aparador per a l'art. Opera de Mississauga.

- Històrics: Adamson Estigues (finca d'Adamson), Benares House (casa museu de Benares), Bradley Museum (casa museu de Bradley), Old Meadowvale Village.

A l'aire lliure: Sendera de Applewood, Sendera de Burnhamthorpe, Sendera de Cooksville Creek, Sendera de Culham, Erindale Park Credit River, Sendera de Etobicoke Creek, The Hershey Centre, el major centre esportiu de la ciutat, Sendera índia, Sendera del llac Wabukayne, Malton Loop, Sendera de Mississauga Meadow, Sendera de la vall de Mississauga (Mississauga Valley), Sendera de Oakridge, Sendera de Sheridan Creek, Sendera de Waterfront, Sendera de Lligar Meadow Brook, Sendera de Milgrove, Sendera de Winston Churchill, Sendera de Levi Creek, Reserva de Rattray Marsh (Mississauga).

## Transport

### Principals autopistes

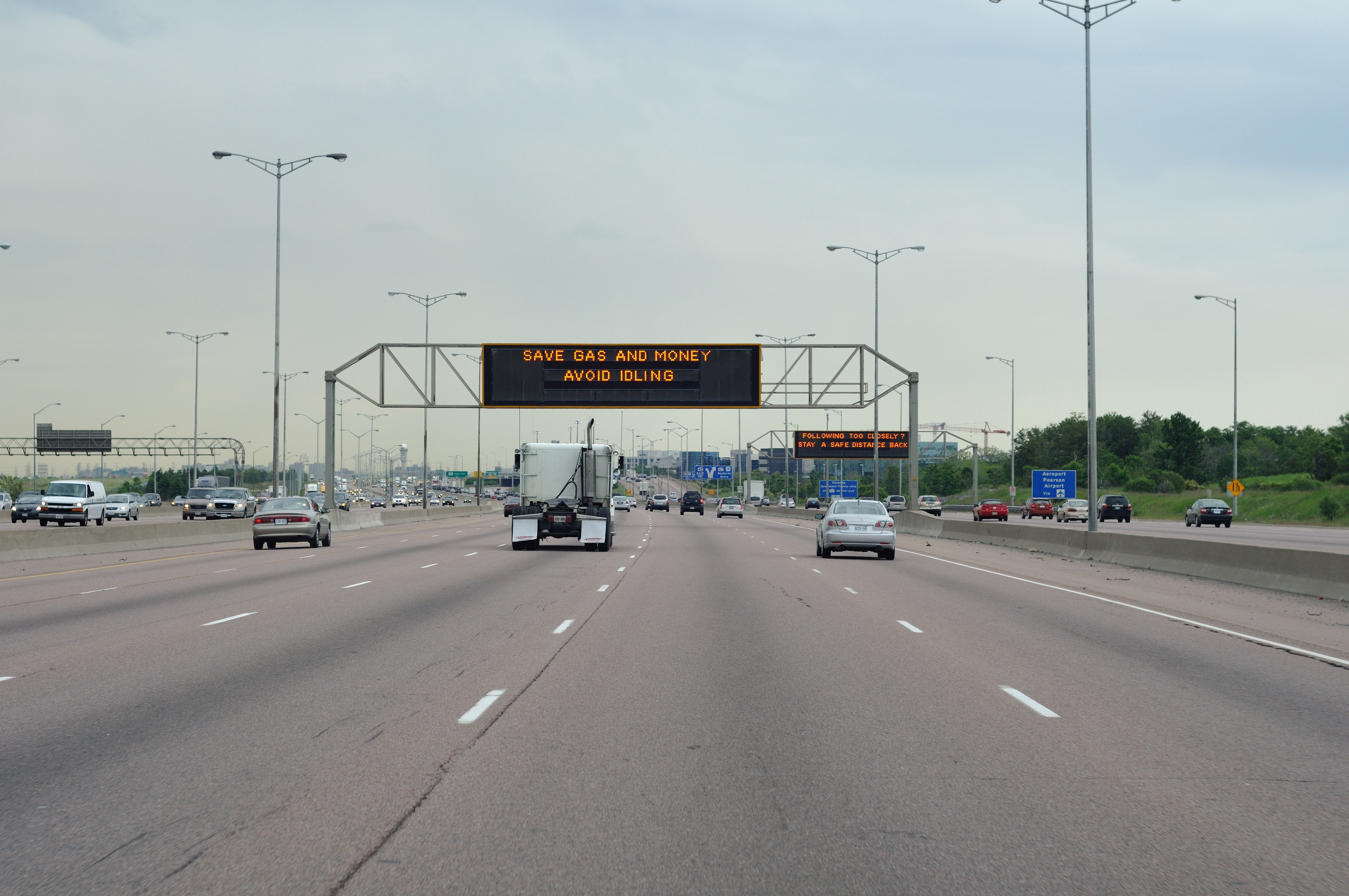
De 18 carrils d'ample, l'Autopista 401 a Mississauga, prop de l'Aeroport Internacional Toronto Pearson, és una de les autopistes més amples i transitades del món.

Amb cinc de les més grans autopistes travessant la ciutat, Mississauga ofereix rapidesa i un bon accés a les millors destinacions del Canadà i els Estats Units. Mississauga ha doblegat la seva grandària en les dues últimes dècades. Tenia el més gran creixement de població al Canadà (89.500) en els censos entre els anys 1986-1991. Altres 80.994 es van afegir entre 1991.En 1996; va augmentar un 17.5% en el quart any.
- Autopista 401 (uneix Windsor-Detroit amb Quebec),
- Autopista 403 (a Hamilton),
- Autopista 407 (autopista de peatge a través del límit nord de la ciutat),
- Autopista 410 (a Brampton),
- Camino Reina Elizabeth (a les cataractes del Niàgara i Búfalo), i
- Autopista 427, amb accés a l'aeroport Toronto Pearson International Airport.

### Ferrocarril
Per Mississauga passen tres de les més importants vies ferroviàries (Canadian National Railway and Canadian Pacific Railway), que es dirigeixen a dins i a fora de Toronto. El “GO Transit” és un sistema de transport pels quals viuen en ciutats dormitori prop de Toronto, va des de l'estació de Toronto a Lakeshore West, Georgetown, Milton. El “VIA Rail” a la ciutat de Québec, no fa parada a Mississauga.

### Autobusos
El servei més gran de “Go Transit” a Toronto també va de Mississauga a Toronto i els suburbis veïns incloent institucions acadèmiques com Mc Master University (a Hamilton), la universitat de Sheridan a Oakville, la universitat de York, les universitats de Seneca, Centenal, la universitat de Toronto a Scarborough, la universitat de Dirham i el col·legi tecnològic d'Ontario a Oshawa.
- El servei d'autobusos de Mississauga té autobusos que freqüentment creuen la ciutat, i connecten amb Toronto i els Go Transit. També hi ha enllaços amb les línies d'Oakville i Brampton.

### Transport aeri
L'aeroport de Toronto (Toronto Pearson Internacional Airport) (YYZ) al nord-est de Mississauga (Malto) té vols a nivell regional, nacional i internacional.

## Serveis públics

### Educació
Mississauga és el bressol de la Universitat de Toronto a Mississauga (UTM/Erindale Collage), un dels tres campus universitaris que té la universitat als afores. En el 2.002 es preveia que hi hagués 9.000 alumnes en la UTM.
El Consell Distrital d'Escoles de Peel (Peel District School Board) gestiona escoles públiques laiques d'educació en l'idioma anglès. La Junta d'Escoles Catòliques de Dufferin-Peel gestiona escoles catòliques d'educació en l'idioma anglès. El sistema secular d'educació en l'idioma francès és el Conseil scolaire Viamonde. El sistema catòlic d'educació en l'idioma francès és la Junta Escolar del Districte Catòlic Centre-Sud.

### Hospitals
- L'Hospital de Mississauga (Trillium Health Centre)
- Credit Valley Hospital

### Uns altres
- Bombers: Servei de Bombers i emergències de Mississauga.
- Biblioteca
- Policia. Policia regional

## Personalitats de Mississauga
- Jonelle Filigno, jugadora de futbol, WNT Canada
- Jahron Anthony Brathwaite, cantant de r&b, conegut com a PARTYNEXTDOOR.
- Natalie Appleton, músic, membre de la banda “All Saints”
- Brad Boyes, jugador d'hoquei del NHL
- Mike Bullard, còmic
- Deanna Casaluce, actriu de televisió
- Paul Coffey, jugador d'hoquei del NHL
- Tie Domi, jugador d'hoquei del NHL
- Rik Emmett, músic, forma part de la banda “Triumph”
- Joel Gibb, cantautor
- Paul Henderson, jugador d'hoquei del NHL
- Manny Malhotra, jugador d'hoquei del NHL
- John Roberts, periodista televisiu
- Adamo Ruggiero, actor de televisió
- Emmanuel Sandhu, patinador artístic
- Robert J. Sawyer, escriptor de ciència-ficció
- Jason Spezza, jugador d'hoquei del NHL
- Matt Stajan, jugador d'hoquei del NHL
- Nik Stauskas, baloncestista del NBA
- Billy Talent, grup musical punk-rock
- Wojtek Wolski, jugador d'hoquei del OHL